# Egarapithecus narcisoi
Egarapithecus narcisoi es una especie extinta de primate catarrino de la familia Pliopithecidae que vivió a mediados del Mioceno. Es la única especie conocida de su género.
Los restos de este pliopitécido fueron hallados en la localidad española de Tarrasa (Vallesiense tardío, MN 10), que consiste en fragmentos mandibulares izquierdos y derechos con hileras de dientes parciales y un P(3) aislado, probablemente perteneciente al mismo individuo, descrito y asignado a E. narcisoi.
Esta es una especie tardía de la familia que fue fechado alrededor de 9 millones de años lo que representa la última aparición de la familia en el continente europeo. Morfológicamente es el miembro más distante del morfotipo de los Pliopithecidae, mostrando muchas autapomorfías que acentúan sobre todo las de los restantes miembros de la subfamilia Crouzeliinae. Un análisis cladístico basado en molares inferiores, realizados con el fin de evaluar tentativamente las relaciones filogenéticas de Egarapithecus lo sitúan dentro de Crouzeliinae, aunque varios cladogramas igualmente parsimoniosos son posibles a la luz de la evidencia actual. Esto es debido a la incertidumbre con respecto a la posición de Plesiopliopithecus y  Crouzelia (considerado como géneros distintos), como resultado de los eslabones que faltan y el importante grado de homoplasia aparentemente involucrados en la evolución dental de los Crouzeliinae. 
Ya sea que Egarapithecus esté relacionado con Crouzelia o Anapithecus (esta última hipótesis tentativamente favorecida) no se puede resolver definitivamente con el material disponible actualmente y requeriría una mayor investigación. Está claro, sin embargo, que Egarapithecus es uno de los miembros más derivados y especializados de la familia Pliopithecidae.